# Bruno Mattei
Bruno Mattei (Roma, 30 de julho de 1931 — Roma, 21 de maio de 2007)  foi um editor e cineasta italiano.

## Vida
Considerado "cult" por muitos admiradores do gênero terror, Mattei ganhou notoriedade por trabalhos "Night Of The Zombies", de 1980, "Inferno Dei Morti-Viventi", de 1981, e "Cruel Jaws", de 1995. Também trabalhou com diversos filme eróticos - incluindo uma série inspirada na personagem da saga "Emmanuelle", conhecida como "Black Emanuelle".
Freqüentemente trabalhou sob o pseudônimo de Vincent Dawn (escolhendo o sobrenome como saudação ao filme "Dawn of the Dead", de George Romero). O primeiro filme dirigido por Mattei foi "Armida il Dramma di una Sposa".
Antes de morrer, o cineasta estava trabalhando na seqüência "Island of the Living Dead 2". Mattei ficou internado por duas semanas em função de um tumor no estômago e entrou em coma pouco antes de morrer, em 21 de maio de 2007, aos 92 anos, em Roma.

## Filmografia

### Como diretor
- Belle Da Morire 2 (2005)
- The Tomb (2004)
- Mondo Cannibale (2003)
- Nella Terra dei Cannibali/Land of Death (2003)
- Snuff Killer-La Morta in diretta (2003)
- L'Altra Donna (2002)
- Capriccio Veneziato (2002)
- Belle Da Morire (2001)
- Ljuba (1996)
- Cruel Jaws (1995)
- Eye without a Face (1994)
- Dangerous Attraction (1994)
- Three for all (1993)
- Desire (1990)
- Shocking Dark/Terminator II (1989)
- Zombi 4: after Death (co-produção, 1988)
- Zombi 3 (1988, co-dirigido com Lucio Fulci)
- Strike Commando II (1988)
- Robowar (1988)
- Cop Game (1988)
- Nato per Combattere (1987)
- Strike Commando (1987)
- Double Target (1987)
- Scalps (1986)
- White Apache (1986)
- Ratos - A Noite do Terror (1983)
- The Seven Magnificent Gladiators (1983, junto com Claudio Fragasso)
- Violence in a Women's Prison (1982)
- Emanuelle Escapes from Hell (1982)
- Hell of the Living Dead (1981, também conhecido por Virus Cannibale ou Zombie Creeping Flesh)
- The Other Hell (1980)
- KZ9 (1977)
- SS Girls (1977)